# CHO-Zellen

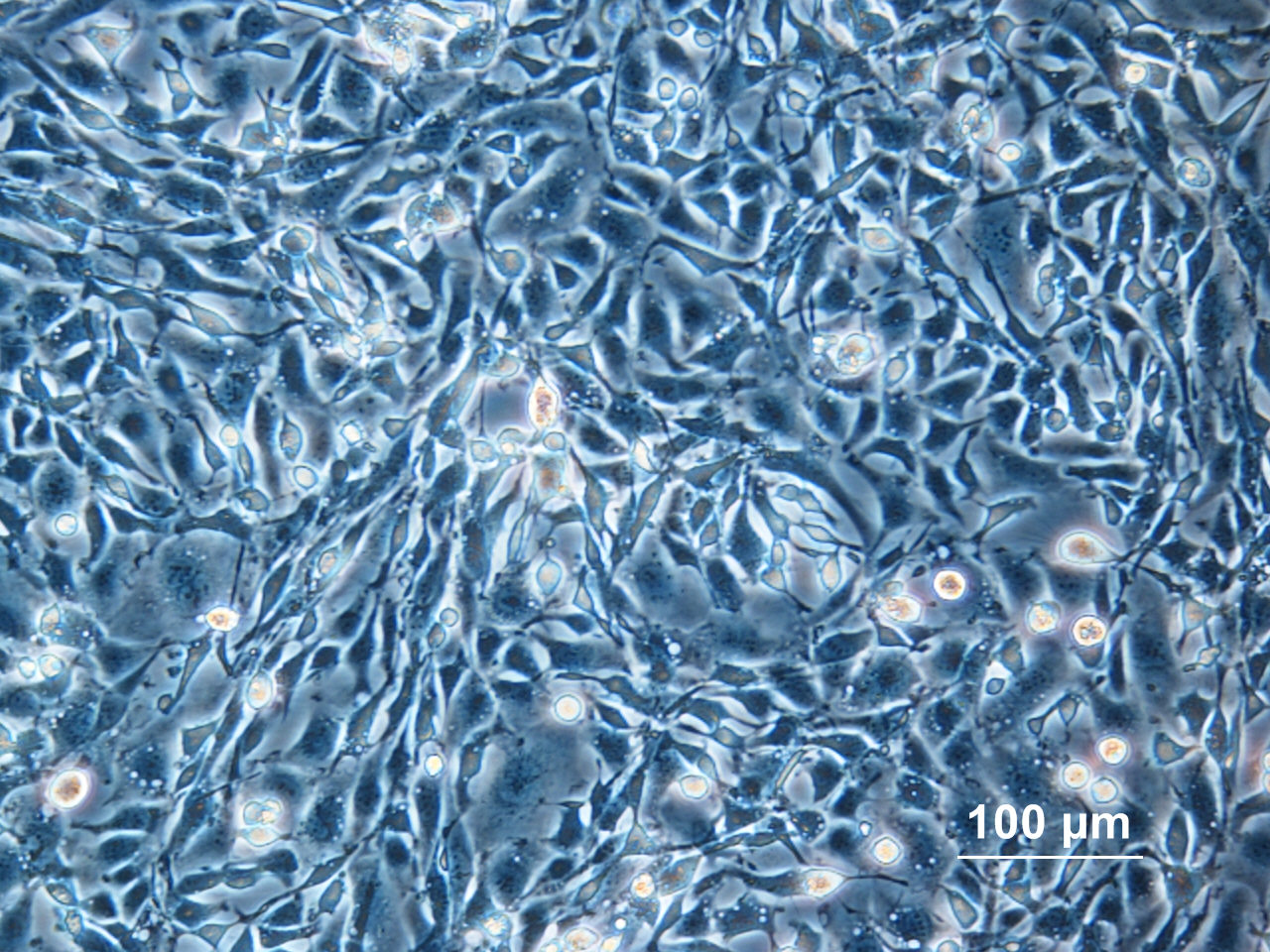
Adhärente CHO-Zellen in Zellkulturflasche (Phasenkontrast).

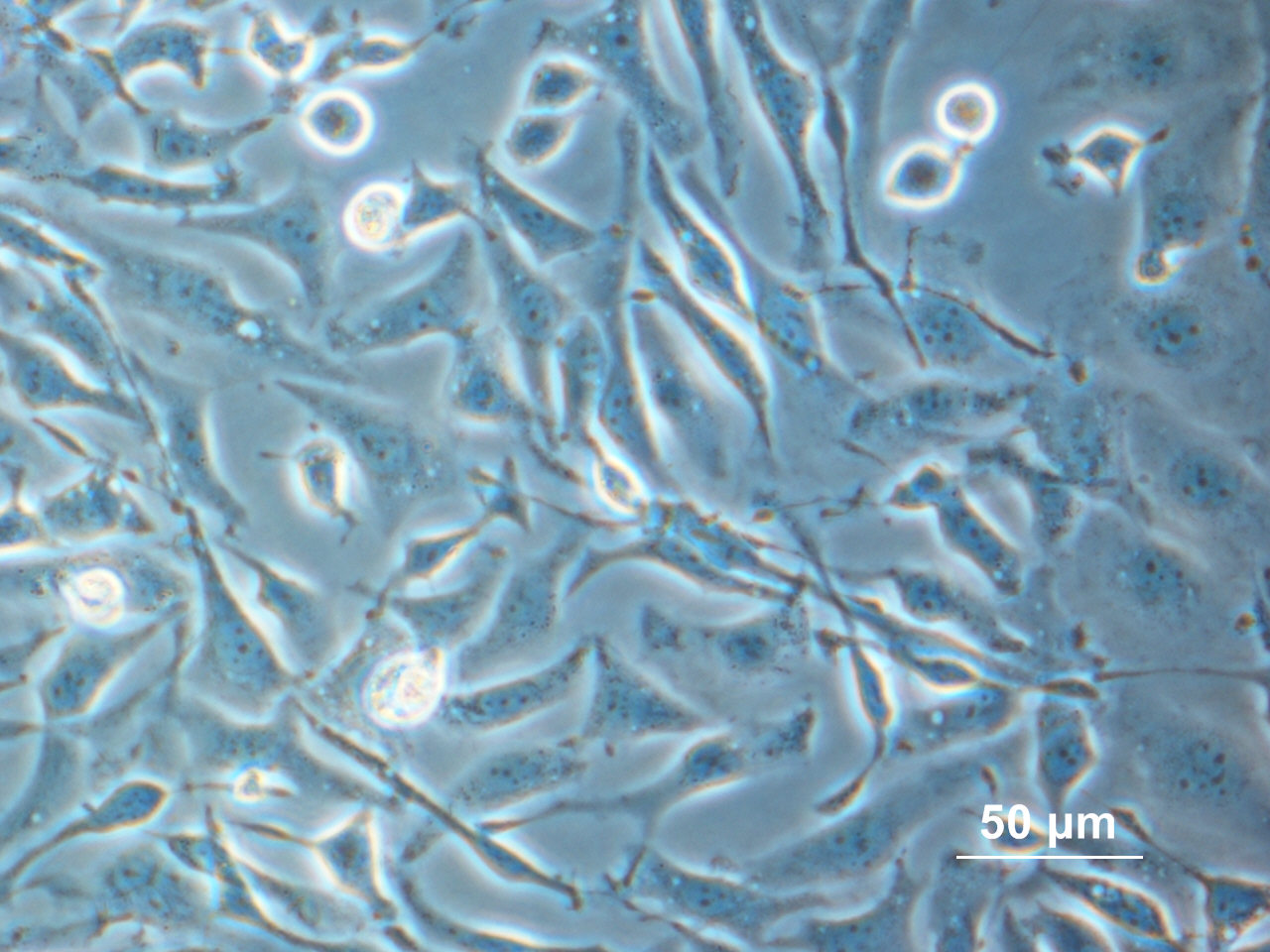
Stärkere Vergrößerung.

Als CHO-Zellen, abgekürzt von englisch Chinese Hamster Ovary, wird eine immortalisierte Zelllinie aus Ovarien des Chinesischen Zwerghamsters (Cricetulus griseus) bezeichnet, die in der Zellbiologie und Biotechnologie zur Produktion von rekombinanten Proteinen Verwendung findet. Es existieren verschiedene Zelllinien mit unterschiedlichen genetischen Veränderungen.
Die immortalisierte Zelllinie wurde ursprünglich 1957 von Theodore T. Puck aus einer Primärkultur von Ovarienzellen eines chinesischen Hamsters isoliert.
Die CHO-Zelllinie ist eine der am häufigsten verwendeten Zelllinien in der biotechnologischen Produktion von Wirkstoffen wie beispielsweise therapeutische Antikörper. Nahezu 70 % aller rekombinant in kultivierten Säugerzellen hergestellten Proteine mit Bestimmung zur therapeutischen Verwendung werden heutzutage in CHO-Zellen exprimiert.